# Karta kwalifikacji zawodowych kierowcy
Karta kwalifikacji zawodowych kierowcy – dokument potwierdzający wymagane wykształcenie lub wyszkolenie potrzebne do wykonywania zawodu kierowcy na określonych typach pojazdów. 
Potwierdzanie zdobytych umiejętności jest zgodne z Dyrektywą 2003/59/WE Parlamentu Europejskiego i Rady z dnia 15 lipca 2003 r. w sprawie wstępnej kwalifikacji i okresowego szkolenia kierowców niektórych pojazdów drogowych do przewozu rzeczy lub osób, zmieniające rozporządzenie Rady (EWG) nr 3820/85 oraz dyrektywę Rady 91/439/EWG i uchylająca dyrektywę Rady 76/914/EWG.
W polskim prawie, Dyrektywa 2003/59/WE została zaaplikowana na podstawie Ustawy z dnia 17 listopada 2006 r. o zmianie ustawy o transporcie drogowym oraz o zmianie ustawy – Prawo o ruchu drogowym.
Zgodnie z powyższym, kierowca wykonujący zarobkowy przewóz drogowy towarów lub osób, musi uzyskać pozytywny wynik z egzaminu potwierdzającego zdobycie stosownych kwalifikacji. W wielu krajach członkowskich Unii Europejskiej wydawana jest odpowiednia karta zgodna z ISO/IEC 7810.